# Hans Gottfurcht
Hans Gottfurcht (* 7. Februar 1896 in Berlin; † 18. September 1982 in Savosa, Schweiz) war ein deutscher und internationaler Gewerkschaftsfunktionär. Er war 1941 der Gründer der Landesgruppe deutscher Gewerkschafter in Großbritannien.

## Leben
Gottfurcht entstammte einer jüdischen Familie und erlernte einen kaufmännischen Beruf in der Textilindustrie. 1913 wurde er Mitglied der SPD und des Zentralverbandes der Angestellten (ZdA).
Von 1919 bis 1933 war er hauptamtlicher Gewerkschaftsfunktionär, zuletzt als Gauleiter des ZdA in Berlin. Nach der Zerschlagung der deutschen Gewerkschaften am 2. Mai 1933 begann er eine berufliche Tätigkeit als Versicherungsagent, die es ihm ermöglichte, eine illegale Gewerkschaftsorganisation in Sachsen, Thüringen und Schlesien aufzubauen. Im Juli 1937 wurde er von der Gestapo festgenommen.
1938 gelang ihm die Flucht aus Deutschland über Amsterdam nach London. Dort trat Gottfurcht der Labour Party bei. 1940 versuchte er über seine Partei- und Gewerkschaftskontakte die deutschlandpolitischen Pläne der britischen Regierung zu beeinflussen. Nach einer kurzen Internierung als „feindlicher Ausländer“ gründete er Anfang 1941 die Landesgruppe deutscher Gewerkschafter in Großbritannien. In der Funktion des Landesgruppensprechers wirkte er unter anderem in der Union deutscher sozialistischer Organisationen in Großbritannien. Er gehörte zu den Mitherausgebern des von der Landesgruppe seit dem Spätsommer 1943 erarbeiteten Gewerkschaftsprogramms für das Nachkriegsdeutschland.
Als Vertreter der illegal tätigen Gruppen deutscher Angestelltengewerkschafter war Gottfurcht im Leitungsausschuss des Gewerkschaftlichen Freiheitsbundes gegen das Hakenkreuz aktiv. Später wurde er auch Mitglied der sozialdemokratischen Arbeitsgemeinschaft „Deutschland und Europa nach dem Krieg“ und Rundfunksprecher im deutschsprachigen Programm der BBC.
Nach 1945 lebte Gottfurcht in Brüssel und war stellvertretender Vorsitzender des Internationalen Bundes Freier Gewerkschaften (IBFG). Seit 1961 lebte er in der Schweiz.